# Jörn Gevert
Jörn Gevert (* 16. März 1929; † September 2017) war ein chilenischer Hürdenläufer und Sprinter.
Bei den Panamerikanischen Spielen 1951 in Buenos Aires gewann er Silber mit der chilenischen Mannschaft in der 4-mal-400-Meter-Staffel.
1952 siegte er bei den Leichtathletik-Südamerikameisterschaften in Buenos Aires über 110 m Hürden und holte Silber über 400 m Hürden. Bei den Olympischen Spielen in Helsinki schied er in beiden Disziplinen im Vorlauf aus.

## Persönliche Bestzeiten
- 110 m Hürden: 14,9 s, Mai 1952, Buenos Aires
- 400 m Hürden: 52,4 s, 25. April 1953, Santiago de Chile